# ジェフリー・リーチ
ジェフリー・ニール・リーチ（Geoffrey Neil Leech 1936年1月16日 - 2014年8月19日）は英国の英語学者、言語学者。著者、共著者、編著者として著書30冊以上、論文120本以上を著している。　主な学問領域は英文法、コーパス言語学、文体論、語用論 、意味論。

## 経歴
リーチは1936年1月16日、英国（イングランド）グロスター市に生まれた。テュークスベリー文法学校で学んだ後、ユニヴァーシティ・カレッジ・ロンドン(UCL)で英語を専攻し、修士号 (1959)と博士号 (1968)を授与されている。
1962年から1969年までユニヴァーシティ・カレッジ・ロンドンで英語の助講師、講師として勤務した。そこで先輩同僚だったランドルフ・クヮーク（Randolph Quirk）とマイケル・ハリデー（Michael Halliday）の影響を受けた。1964～1965年にはハークネス・フェローとしてマサチューセッツ工科大学(MIT)で言語学を研究した。1969年には英国・ランカスター大学に移籍し、1974から2001年まで英語学の教授を務めた。2002年に同大学名誉教授となった。彼はブリティッシュアカデミーのフェロー、また、UCLとランカスター大学の名誉フェローにも選出されている。2014年8月19日にランカスターにて逝去した。

## 研究と著書
リーチの主要な研究業績は以下の通りである。

### 英文法
リーチは三つのチームプロジェクトで英語の大規模な記述文法を作成することに貢献した。これらはいずれも長編の単行本として公刊されている。A Grammar of Contemporary English（Randolph Quirk, Sidney Greenbaum, Jan Svartvik, 1972）、A Comprehensive Grammar of the English Language（R. Quirk, S. Greenbaum, G. Leech, and J. Svartvik, 1985）、 Longman Grammar of Spoken and Written English（LGSWE）（Douglas Biber, Stig Johansson, Susan Conrad, Edward Finegan, 1999）の三つである。これらの文法は、英語の文法に対して信頼性のある標準的説明を提供するものと広く見なされている一方で、採用されている枠組みがかなり古いとの批判もある。例えば、Huddleston and Pullum (2002)など。

### コーパス言語学
リーチはUCLでのランドルフ・クヮークのコーパス構築作業に触発され、ランカスターに赴任後間もなく、コンピュータ・コーパス開発を先駆的に取り組んだ。彼はイギリス英語の最初の電子コーパスを立ち上げ、Lancaster-Oslo-Bergen Corpus（LOB Corpus）として1978年に完成させている。その後、1990年代には、the British National Corpus (BNC)の作成において主導的な役割を果たした。彼が共同設立したランカスターの研究グループは、コーパスに注記を行うためのプログラムも開発した。ツリーバンクという用語は、現在コーパス解析で一般的に用いられているが、1980年代にリーチによって造られた用語である。 LGSWE文法（1999）は体系的なコーパス分析に基づいて作成された。リーチのより最近のコーパス研究は、近年の現代英語における文法変化に集中している。

### 文体論
リーチは、文学テキストの文体について幅広く執筆している。彼の最もよく知られている文体論の二つの著作は、A Linguistic Guide to English Poetry（1969）と、Style in Fiction（1981, 第2版2007）である。後者はミック・ショーとの共著で、1980年に「文体学で最も影響力のある本」に贈られるPALA25シルバー・ジュビリー賞を受賞した。リーチが文学文体論に対して採ったアプローチは、前景の概念に大きく依存している。これは、P・L・ガルビンによるチェコ語のaktualisaceの翻訳から派生した用語で、文学における芸術的影響の心理学的なプロミネンス（通常の言語の背景に対する）を指す。リーチの説明では、詩の前景は、言語学的な規範からの逸脱に基づいている。これは、予期しない不規則性（ディラン・トマスの"A grief"のように）と予期しない規則性（または並行性）の形をとる場合がある。さらに、リーチは逸脱の3つのレベルを区別している。
初期逸脱：一般的な言語規範の背景に対する逸脱。
二次逸脱：従来の詩的規則性の規範に対する逸脱。
三次逸脱：文学テキスト内で確立された規範に対する逸脱。

### 意味論
1980年に至るまでの時期はリーチの意味論に対する関心は強かったが、その後は語用論に関心を奪われていった。ロンドン大学での彼の博士論文は、英語の場所、時間、モダリティの意味論に関するもので、Towards a Semantic Description of English とのタイトルで出版された(1969)。より広く知られるレベルの著作としては、Semantics（1974、1981、『現代意味論』）を出版した。第2章で説明されている7種類の意味は広く引用されている。すなわち、概念的意味(conceptual meaning)、内包的意味(connotative meaning)、社会的意味(social meaning)、喚情的意味(affective meaning)、反映的意味(reflected meaning)、連語的意味(collocative meaning)、主題的意味(thematic meaning)、である。

### 語用論
リーチは1970年代、80年代にオースティン、サール、グライスといった言語哲学者たちから言語学が多大な影響を受けたことによって、その下位領域として新たに出現した語用論の発展に寄与した。この分野での彼の主著に、Principles of Pragmatics (1983、『語用論』）がある。彼はグライス(1975)の協調の原理（Cooperative principle, CP）とそれを構成する量、質、関係、様態の原則のモデルに従って、調節的原理を基にした語用論の一般的な説明が成り立つことを主張した。この本で最も大きな影響力を持ったのは、ポライトネスの原理（Principle of Politeness）を扱った部分である。この原理はグライスのCPと同様、複数の原則群から構成されている。リーチが区別したポライトネスの原則群とは、気配りの原則（Tact Maxim）、寛大性の原則（Generosity Maxim）、是認の原則（Approbation Maxim）、謙遜の原則（Modesty Maxim）、合意の原則（Agreement Maxim）、共感の原則（Sympathy Maxim）である。このようにポライトネスをグライス流に扱ったことは大きな批判を浴びた。例えば、関連性理論がグライスの4原則のうち関係の原則（関連性の原理）だけを生き残らせたことは、より少ない数に還元する「還元主義者」だと批判されたが、リーチの場合はグライスのモデルに新たな原則を付け加えたとして「拡張主義者」とする批判があった。リーチは、必要以上に多くの仮定を行うべきでないとする「オッカムの剃刀」の格言を無視して、新しい原則の追加を際限なく行ったと批判された。また、状況によって変化することのない「絶対的ポライトネス」を彼が仮定したことにおいても批判を受けた。ほとんどのポライトネス論者は、ポライトネスは文脈から離れて特定することはできないと主張している。リーチは「ポライトネス：東西の分離はあるか？」（2007）という論文でこれらの批判に対処して、彼のポライトネスモデルの改訂版を提示している。

## 主要著書
- G. N. Leech (1966), English in Advertising, London: Longman, pp.xiv + 210
- G. N. Leech (1969), A Linguistic Guide to English Poetry, London: Longman, pp.xiv + 240
- G. N. Leech (1971), Meaning and the English Verb, London: Longman, pp.xiv + 132 (2nd and 3rd editions: 1987, 2004)
- R. Quirk, S. Greenbaum, G. Leech and J. Svartvik (1972), A Grammar of Contemporary English, London: Longman, pp.xii + 1120
- G. Leech (1974), Semantics, London: Penguin, pp.xii + 386 (2nd edition, entitled Semantics: The Study of Meaning, 1981)

『現代意味論』（安藤貞雄、澤田治美、田中実、樋口昌幸訳、研究社出版、1977年）
- G. Leech and J. Svartvik (1975), A Communicative Grammar of English, London: Longman, pp.324 (2nd and 3rd editions: 1994, 2002)

『現代英語文法 コミュニケーション編』（池上恵子訳、紀伊國屋書店、1998年）
- G. Leech, (1980), Explorations in Semantics and Pragmatics, Holland: John Benjamins B.V.

『意味論と語用論の現在』（内田種臣、木下裕昭訳、理想社、1986年）
- G. N. Leech and M. H. Short (1981), Style in Fiction: A Linguistic Introduction to English Fictional Prose, London: Longman, pp. xiv + 402 (2nd edition, 2007)
- G. Leech, (1983), Principles of Pragmatics, London: Longman, pp.xiv + 250

『語用論』（池上嘉彦、河上誓作訳、紀伊國屋書店、1987年）
- R. Quirk, S. Greenbaum, G. Leech and J. Svartvik (1985), A Comprehensive Grammar of the English Language, London: Longman pp. xii + 1779
- R. Garside, G. Leech and G. Sampson (eds.) (1987), The Computational Analysis of English: A Corpus-based Approach, London: Longman, pp. viii + 196
- G. Leech, G. Myers and J. Thomas (eds.) (1995), Spoken English on Computer: Transcription, Mark-up and Application. London: Longman, pp.xii + 260
- R. Garside, G. Leech and A.McEnery (eds.) (1997), Corpus Annotation: Linguistic Information from Computer Text Corpora, London: Longman, pp.x + 281
- D. Biber, S. Johansson, G. Leech, S. Conrad and E. Finegan (1999), Longman Grammar of Spoken and Written English, London: Longman, pp.xxviii+1204
- D. Biber, S. Conrad and G. Leech (2002), Longman Student Grammar of Spoken and Written English. London: Longman, pp.viii+487
- J. Svartvik and G. Leech (2006) English – One Tongue, Many Voices. Basingstoke: Palgrave Macmillan, pp. xvi+287.
- G. Leech (2008) Language in Literature: Style and Foregrounding. Harlow, England: Pearson Longman, pp. xii+222.
- G. Leech, M. Hundt, C. Mair and N. Smith (2009) Change in Contemporary English: A Grammatical Study. Cambridge: Cambridge University Press, pp. xxx+341.
- G. Leech (2014) The Pragmatics of Politeness. Oxford: Oxford University Press, pp. xviii + 343.

『ポライトネスの語用論』（田中典子、熊野真理、斉藤早智子、鈴木卓、津留崎毅訳、研究社、2020年）